# Grazia Maria Spina
Grazia Maria Spina (coneguda artísticament com a Grazia Maria Spinazzi; Venècia, 3 de juny de 1936 — Pàdua, 13 de març de 2025) va ser una actriu italiana de teatre, cinema i televisió. Va guanyar popularitat als anys seixanta gràcies a la televisió, protagonitzant sèries d’èxit com La signora delle camelie i Il fu Mattia Pascal, a més d'exercir com a amfitriona del Festival de Sanremo el 1965. Va brillar també al teatre venecià, especialment en obres de Carlo Goldoni, i va participar en 33 pel·lícules, entre les quals destaquen Totò contro il pirata nero i Rugantino, al costat d’Adriano Celentano. A més, va treballar com a actriu de veu. A partir dels anys noranta, es va retirar de la interpretació per dedicar-se a la pintura, creant obres influenciades pel pop, la metafísica i el classicisme, i va exposar a Roma i Cortona.